# AirAsia X
AirAsia X, es una aerolínea filial de largo alcance operada por AirAsia X Sdn. Bhd. (anteriormente conocida como FlyAsianXpress Sdn. Bhd.). Su primer vuelo tuvo lugar el 2 de noviembre de 2007 a Gold Coast, Australia desde su base en Kuala Lumpur, Malasia.
AirAsia X es una franquicia de la marca AirAsia, la mayor aerolínea de bajo coste de Asia, que posee la página común a todas sus aerolíneas para la venta de billetes, misma librea, uniformes, y estilo de gestión.
AirAsia X está también afiliada con Virgin Group y Air Canada.

## Historia
El 17 de mayo de 2007, Tony Fernandes anunció sus planes de iniciar vuelos desde Malasia a Australia. Fernandes ha dicho que evitarán el Aeropuerto de Sídney debido a sus elevadas tasas, concentrando sus vuelos a cambio en alternativas más baratas como el Aeropuerto Avalon de Melbourne, Newcastle y Adelaide. La tarifa media de vuelos ida y vuelta es de 800 MYR (285 AU$) más tasas. Se expresó también su interés en operar en Gold Coast como otro destino australiano.
Fueron anunciadas diversas mejoras el 10 de agosto de 2007. AirAsia X anunció así mismo una nueva ruta de Kuala Lumpur a Gold Coast. El billete por trayecto para esta ruta fue fijada en 50 MYR de inicio (17 AU$) incluyendo tasas y cargos, con una media de precio en viajes de ida y vuelta de aproximadamente 1.800 MYR (598 AU$), incluyendo tasas y cargos.
La aerolínea también anunció que Sir Richard Branson del Virgin Group se había hecho con un 20% de las acciones de la aerolínea para ayudar a impulsar el rápido comienzo de sus operaciones de largo alcance y financiar la adquisición de nuevas aeronaves. Branson también mostró las fuertes posibilidades de establecer enlaces formales entre Virgin Blue y AirAsia X en el futuro, así como código compartido y programa de viajero frecuente.
El primer aparato para AirAsia X, llegó al Aeropuerto Internacional de Kuala Lumpur, Kuala Lumpur, Malasia el 15 de septiembre de 2007, bautizado como "Semangat Sir Freddie" (Español: "Espíritu de Sir Freddie") en honor al pionero y fundador del modelo bajo coste, el último presidente Sir Freddie Laker de Skytrain en Europa.
El actual CEO de AirAsia X es Azran Osman Rani.

### FlyAsianXpress
FlyAsianXpress (FAX) fue una aerolínea con base en Miri, Sarawak, Malasia. Operó vuelos en algunas de las pequeñas rutas liberadas por la aerolínea de bandera Malaysia Airlines. Sus rutas fueron adheridas a la red de MASwings mientras que FAX se transformó en AirAsia X.
FAX era una aerolínea privada propiedad de Kamarudin Meranun, Raja Razali, Raja Azmi y Tony Fernandes. La aerolínea fue subcontratada por AirAsia para operar algunos vuelos de cabotaje de los dejados por Malaysia Airlines dE las rutas de Servicio Rural Aéreo del Este de Malasia. Su vuelo inaugural tuvo lugar el 1 de agosto de 2006, si bien tuvo que ser retrasado 50 minutos por malas condiciones meteorológicas. FAX no fue una aerolínea de bajo coste aunque incorporó algunas de las prácticas de AirAsia para reducir sus costes principalmente con, venta de billetes por internet y teléfono, así como un sistema de facturación en línea.
Tras unos días de operación fue objeto de una oleada de críticas por parte de las aerolíneas tradicionales, servidumbres civiles, y gente trabajando en la industria del turismo, con críticas que argüían que el nuevo servicio con turbohélice proporcionado por FAX no debería ser más caro que el Servicio Aéreo Rural operado por Malaysia Airlines, teniendo en cuenta que FAX estaba subvencionada por el gobierno malayo. Así mismo, los pobres servicios eran de repente cancelados sin aviso alguno a los pasajeros. El CEO de la Oficina de Turismo de Sarawak también dijo que la supresión de los vuelos de carga al interior hicieron que los turistas tuviesen que llevar sus propias raciones de comida, debido a la imposibilidad de obtener comida y combustible. FAX presentó unos nuevos horarios que hacían referencia a la necesidad imperiosa de someter a su flota de Fokker 50 a un gran mantenimiento como manera de suprimir las cancelaciones de sus vuelos regulares.
El 11 de abril de 2007, el CEO de AirAsia, la compañía matriz de FAX, Tony Fernandes anunció la transferencia de las rutas rurales de FAX para ser operadas por Firefly, la aerolínea filial de Malaysia Airlines. Describió este movimiento como "lo que era lógico hacer" y que Firefly podía ser la única aerolínea nacional que operase aviones turbohélice. El 26 de abril de 2007, el gobierno anunció que Malaysia Airlines se haría cargo de los servicios aéreos rurales de FAX y anunció que ninguna pérdida sería asumida por el gobierno. Malaysia Airlines anunció que se haría cargo de los destinos de FlyAsianXpress que comenzaría el 1 de agosto de 2007 a través de su nueva filial, MASwings.
Con los servicios aéreos rurales de FlyAsianXpress reemplazados por MASwings, el nombre corporativo fue cambiado por el de FlyAsianXpress Sdn. Bhd. to AirAsia X Sdn. Bhd.

## Accionistas
La entrada de nuevos inversores principales ha supuesto para la compañía una ayuda para impulsar su plan de expansión.
A 14 de febrero de 2008, AirAsia X está distribuida como sigue: 48% para Aero Ventures (una compañía fruto de la cooperación de Tony Fernandes, otros malayos de renombre y Robert Milton de Air Canada), seguido del 16% para Virgin Group y otro 16% para AirAsia. Manara Consortium con sede en Baréin y Orix Corp con sede en Japón poseen un 20 por ciento del total en la compañía de bajo coste de largo alcance AirAsia X Sdn Bhd valorado en 250 millones de RM.

## Destinos
- Arabia Saudita
  - Medina - Aeropuerto Príncipe Mohammad Bin Abdulaziz Charter
  - Yeda - Aeropuerto Internacional Rey Abdulaziz Estacional
- Australia
  - Gold Coast - Aeropuerto de Gold Coast
  - Melbourne/Geelong - Aeropuerto de Avalon
  - Perth - Aeropuerto de Perth
- Corea del Sur
  - Busan - Aeropuerto Internacional de Gimhae
  - Ciudad de Jeju - Aeropuerto Internacional de Jeju
  - Seúl - Aeropuerto Internacional de Incheon
- China
  - Changsha - Aeropuerto Internacional de Changsha-Huanghua
  - Chengdu - Aeropuerto Internacional de Chengdu-Shuangliu
  - Chongqing - Aeropuerto Internacional de Chongqing-Jiangbei
  - Hangzhou - Aeropuerto Internacional de Hangzhou-Xiaoshan[22]
  - Lanzhou - Aeropuerto Internacional de Lanzhou-Zhongshuan
  - Pekín - Aeropuerto Internacional de Pekín-Capital
  - Shanghái - Aeropuerto Internacional de Shanghái-Pudong
  - Tianjin - Aeropuerto Internacional de Tianjin-Binhai[23]
  - Wuhan - Aeropuerto Internacional de Wuhan-Tianhe
  - Xi'an - Aeropuerto Internacional de Xi'an-Xianyang
- Estados Unidos
  - Honolulu - Aeropuerto Internacional Daniel K. Inouye
- Francia
  - París - Aeropuerto de París-Orly (Planes de inicio)
- India
  - Ahmedabad - Aeropuerto Internacional Sardar Vallabhbhai Patel
  - Amritsar - Aeropuerto Internacional Sri Guru Ram Dass Jee
  - Bombay - Aeropuerto Internacional Chhatrapati Shivaji
  - Delhi - Aeropuerto Internacional Indira Gandhi[24]
  - Jaipur - Aeropuerto de Jaipur
- Indonesia
  - Denpasar - Aeropuerto Internacional Ngurah Rai
  - Surabaya - Aeropuerto Internacional Juanda
- Japón
  - Fukuoka - Aeropuerto de Fukuoka
  - Nagoya - Aeropuerto Internacional Chūbu Centrair
  - Naha - Aeropuerto de Naha
  - Osaka - Aeropuerto Internacional de Kansai
  - Sapporo - Nuevo Aeropuerto de Chitose
  - Tokio
    - Aeropuerto Internacional de Haneda
    - Aeropuerto Internacional de Narita
- Malasia
  - Kuala Lumpur - Aeropuerto Internacional de Kuala Lumpur Hub Principal
- Maldivas
  - Malé - Aeropuerto Internacional de Malé
- Singapur
  - Aeropuerto Internacional de Singapur
- Sri Lanka
  - Colombo - Aeropuerto Internacional Bandaranaike
- Taiwán
  - Kaohsiung - Aeropuerto Internacional de Kaohsiung
  - Taipéi - Aeropuerto Internacional de Taiwán Taoyuan[25]

### Expansión futura
AirAsia X tiene asegurados derechos de aterrizaje en Corea y el oeste de Asia. La futura expansión de la aerolínea está planteada para incluir destinos en India (Bangalore, Trivandrum, Madrás, Cochin Nueva Delhi, Bombay y Amritsar), Oriente Medio y Europa. El gobierno malayo ha anunciado que AirAsia X tiene derechos de vuelo para 36 destinos internacionales.
Air Asia X ha planeado instalar un "hub virtual" en oriente medio, donde suena el nombre de Abu Dhabi. This new hub will focus on cities in Europe, África and the Middle East. También están en estudio otros destinos en España, Turquía, Marruecos, y República Checa desde el planeado hub de Abu Dhabi. El CEO de la aerolínea anunció que Abu Dhabi se convertiría en el hub de AirAsia X en Oriente Medio. Los destinos potenciales desde Abu Dhabi incluyen Fráncfort del Meno, El Cairo y Nairobi. Sin embargo, la aerolínea suprimió sus destinos a Abu Dhabi debido a "razones comerciales" el 21 de febrero de 2010.
Hay también planes para volar a Xi'an, Wuhan y Shenyang en China. También tienen la intención de volar a Nueva York.

## Flota

### Flota Actual
La flota de AirAsia X se compone de las siguientes aeronaves, con una edad media de 12.4 años (a abril de 2023):
El 14 de mayo de 2007, AirAsia confirmó que había pedido quince Airbus A330-300, cinco más que los inicialmente anunciados. Los aviones comenzaron a ser entregados en el cuarto trimestre de 2008. El 27 de marzo de 2008, AirAsia firmó un contrato por otros diez Airbus A330-300 adicionales, aumentando el total de aeronaves pedidas hasta las veinticinco. AirAsia X recibió su primer A330 el 31 de octubre de 2008 en Toulouse, Francia.